# Irwin Goodman

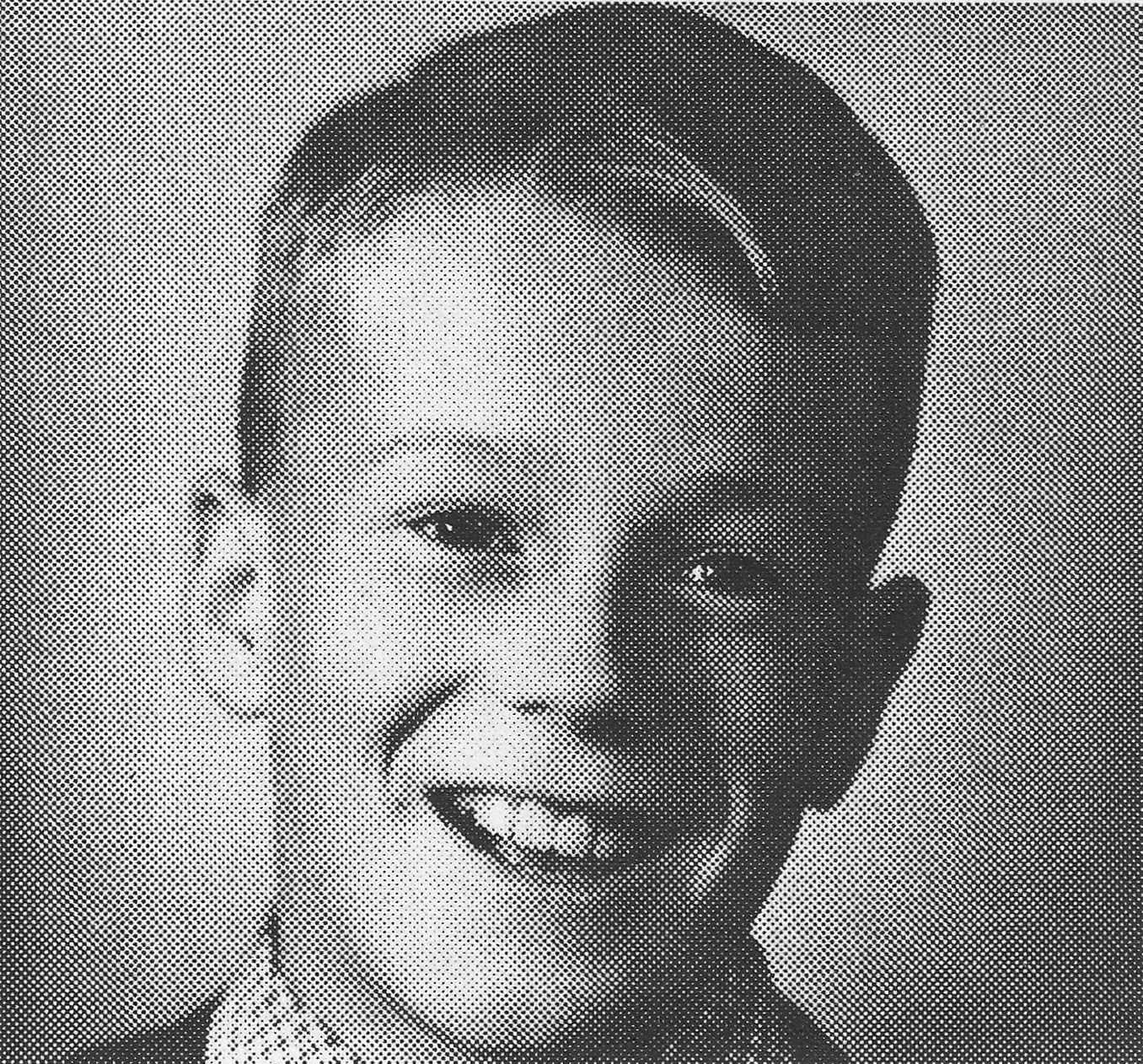
Irwin Goodman als Kind

Irwin Goodman, eigentlich Antti Yrjö Hammarberg (* 14. September 1943 in Hämeenlinna; † 14. Januar 1991 in Hamina) war ein finnischer Folkmusiker.

## Karriere
Er veröffentlichte etwa 300 Titel auf über 20 Alben. Die Stücke komponierte er größtenteils selbst. Die Texte behandeln vorwiegend politische und gesellschaftskritische Themen, aber auch Probleme des Alltags wie zum Beispiel Alkoholismus und finanzielle Probleme. Sie spiegelten teilweise auch sein eigenes Leben wider: er selbst war an Alkoholismus erkrankt und es gab Streitigkeiten mit der finnischen Steuerbehörde. Irwin Goodman starb schließlich im Alter von 47 Jahren an einem Herzinfarkt. Nach seinem Tod wurde sein Leben verfilmt. Der Film trägt den Titel Rentun Ruusu. Er erhielt den Jussi-Preis im Jahre 2002 und war auch bereits im deutschen Fernsehen mit Untertiteln zu sehen.

## Diskografie

### Alben (Auswahl)
- 1966: Irwinismi
- 1967: Osta minut
- 1968: Reteesti vaan
- 1969: Irwin Goodman
- 1970: St. Pauli ja Reeperbahn (FI: Gold)
- 1971: Poing, poing, poing (FI: Gold)
- 1972: Las Palmas (FI: Gold)
- 1973: Si Si Si
- 1976: Häirikkö (FI: Gold)
- 1977: Inkkareita ja länkkäreitä
- 1978: Tyttö tuli
- 1979: Keisari Irwin I
- 1984: Härmäläinen perusjuntti (FI: Gold)
- 1986: Dirly dirly dee
- 1988: Rentun Ruusu (FI: ×2Doppelplatin )
- 1989: Vuosikerta-89 (FI: Gold)
- 1990: Ai ai ai kun nuori ois
- 1991: Viimeiset laulut (FI: Gold)
- 2001: Rentun Ruusut
- 2010: Vain elämää

### Singles (mit Auszeichnungen)
- 1970: Ryysyranta (Single, FI: Gold)
- 1971: Sr. Pauli ja Reeperbahn (FI: Gold)